# Brabançon (dialecte)
Pour les articles homonymes, voir Brabançon et Brabants.
Le brabançon (en néerlandais : Brabants) est un dialecte du néerlandais (groupe des langues germaniques occidentales).  
Il est parlé dans une grande partie du territoire de l'ancien duché de Brabant, maintenant divisé entre la Belgique (les provinces du Brabant flamand et d'Anvers), où il est également considéré comme une variante du flamand au sens large, et les Pays-Bas (province du Brabant-Septentrional). 
Le dialecte bruxellois (Brusseleer) est la variante la plus connue dans le monde francophone, quoiqu'il soit aujourd'hui presque complètement supplanté par le français[réf. nécessaire].

## Présentation
Le brabançon est actuellement largement supplanté par le néerlandais standard, mais surtout le dialecte anversois est encore assez vivace. Les dialectes parlés au Brabant septentrional sont parfois très proches du néerlandais standard, alors que les dialectes méridionaux sont parfois plus spécifiques. Aujourd'hui, beaucoup d'habitants du domaine brabançon parlent une tussentaal, « langue entre les deux », un régiolecte basé sur les dialectes brabançons.
Le brabançon est reconnu par un décret de la Communauté française de Belgique comme langue endogène. La Flandre ne reconnait aucune langue régionale. Aux Pays-Bas, où on reconnait d'ailleurs le frison, le limbourgeois et le bas-saxon, on le considère comme un dialecte néerlandais.
Le brabançon fut, avec le hollandais, le dialecte le plus important parmi les contributeurs à la langue néerlandaise standardisée ; c'est la raison pour laquelle on le voit habituellement comme un dialecte du néerlandais.